# Teresio Martinoli
Teresio Vittorio Martinoli (Novara, 26 marzo 1917 – Roma, 25 agosto 1944) è stato un aviatore italiano, il maggiore asso della caccia italiana durante la seconda guerra mondiale con 22 (secondo altri autori, 23) abbattimenti individuali, dieci dei quali ottenuti nella Regia Aeronautica sui cieli di Malta, uno volando dopo l'armistizio e quattordici collettivi. Morì in un incidente di volo nell'agosto del 1944. Gli fu conferita la Medaglia d'oro al valor militare alla memoria.

## Biografia

### Primi brevetti e scuola di addestramento
Nato a Novara il 26 marzo 1917, Teresio Vittorio Martinoli fu costretto a rinunciare agli studi per la morte del padre, trovando lavoro come saldatore. Nel 1937 conseguì il brevetto di pilota di aliante, e l'anno successivo quello per il volo a motore.
Nel 1939, arrivata la chiamata alle armi, seguì i corsi della Regia Aeronautica alla scuola di pilotaggio di Ghedi. Terminato l'addestramento ottenendo il grado di sergente pilota, venne assegnato alla 366ª Squadriglia, 151º Gruppo, 53º Stormo basato all'aeroporto di Torino-Caselle. Poco prima dell'entrata in guerra dell'Italia, gli giunse l'ordine di trasferirsi a Trapani, nella 384ª Squadriglia, 157º Gruppo.

### I primi successi sul "Falco"
A bordo del suo caccia biplano Fiat C.R. 42 "Falco", il 13 giugno 1940 Martinoli ottiene la sua prima vittoria nei cieli sopra Tunisi, abbattendo un bimotore francese, probabilmente un Potez 630. Questo suo primo abbattimento è circondato da un alone di mistero in quanto non può essere confermato in nessun'altra documentazione, eccetto i molto precisi riferimenti nel suo libretto di volo. In seguito, Martinoli passò alla 78ª Squadriglia Caccia, 13º Gruppo caccia, 2º Stormo, in Libia, anch'essa equipaggiata con Fiat C.R.42. Il suo secondo abbattimento ebbe luogo il 13 (secondo altri autori il 31) ottobre, mentre scortava un Savoia-Marchetti S.M.79 su Marsa Matruh. La vittima di Martinoli fu un Gloster Gladiator, quasi certamente dello Squadron 112. Il 112º, decollato dall'Aeroporto militare di Sidi Haneish, in realtà quel giorno ebbe due perdite: il Gladiator pilotato dal Pilot Officer B. B. E. Duff e quello pilotato dal Flying Officer Lloyd Schwab. Ma, almeno inizialmente, la sua unità non accreditò a Martinoli l'abbattimento. Nel corso della battaglia aerea nei cieli sopra Marsa Matruh la Regia Aeronautica rivendicò l'abbattimento, oltre al Gladiator rivendicato da Martinoli, di altri dieci tra Gladiator e Hawker Hurricane, a fronte della perdita di un S.M.79 e di due C.R.42.
Nel novembre del 1940 Martinoli ottenne una medaglia d'argento al valor militare.
La sua terza, ed ultima, vittoria nel suo primo periodo di servizio in Africa fu ottenuta dopo essere stato trasferito al 4º Stormo, sua destinazione definitiva. L'aereo abbattuto, questa volta, era un bombardiere bimotore Bristol Blenheim, che precipitò nella zona di Bardia il 5 gennaio 1941. Martinoli non riuscì ad ottenere altre vittorie aeree prima del rientro della sua unità in Italia per essere riequipaggiata con il Macchi M.C.200 "Saetta", all'inizio del 1941.
Sul "Saetta" Martinoli non conseguì alcuna vittoria, ma il numero dei suo abbattimenti salì drammaticamente nell'autunno di quell'anno quando il 9º Gruppo caccia, 4º Stormo, al quale apparteneva, passò al Macchi M.C.202 "Folgore", velivolo dalle prestazioni decisamente migliori, ma che vedeva nella scarsità dell'armamento la sua vera debolezza. Le sole due mitragliatrici Breda-SAFAT calibro 12,7 mm, infatti, non potevano certo competere con le otto Browning da 7,69 mm (o i quattro cannoncini Hispano Mk II da 20 mm) che equipaggiavano l'Hurricane, il tipico aereo della RAF contro cui il "Folgore" si sarebbe spesso scontrato nei cieli nordafricani.

### A bordo del Macchi M.C.202 - Verso El Alamein
Partiti da Gorizia, i nuovi Aermacchi C.202 del 9º Gruppo raggiunsero Roma-Ciampino, dove vennero accolti da Benito Mussolini e spediti in Sicilia, a Comiso, per operare negli attacchi sull'isola di Malta. E proprio Comiso il 19 ottobre fu oggetto di un attacco portato avanti da cinque Hurricane: i Macchi si levarono in volo e Martinoli riuscì ad abbattere due aerei avversari, realizzando la sua prima doppia vittoria e portando a cinque il suo bottino personale.
Tre giorni dopo fu la volta di un altro Hurricane, e a novembre un secondo Blenheim. Durante l'inverno il 9º Gruppo si prese una pausa dai combattimenti, rientrando in missione nella primavera del 1942: maggio fu un ottimo mese per Martinoli, in forza alla 73ª Squadriglia, che nei cieli sopra Malta abbatté cinque Supermarine Spitfire ed un Curtiss P-40. Il 4 maggio, mentre scortava con altri quattro piloti del 9º Gruppo cinque CANT Z.1007bis, attaccò tre Spitfire che stavano aprendo il fuoco sui bombardieri. Due caccia della Supermarine vennero dichiarati abbattuti da Martinoli e dal sottotenente Alvaro Querci. La RAF ammise solo la perdita del Sgt. Jack McConnel (BR187/0) del 601 Squadron. Il 9 maggio Martinoli tornò su Malta con altri quindici piloti su Macchi M.C.202, di scorta a cinque CANT Z.1007bis. Trentatré Spitfire attaccarono la formazione. La RAF dichiarò l'abbattimento di tre bombardieri e un caccia. In realtà tutti gli aerei italiani rientrarono alla base, con solo un "Folgore" colpito da un proiettile da 20 mm. Martinoli rivendicò uno Spitfire abbattuto (insieme all'altro asso Franco Lucchini), ma la RAF non dichiarò perdite. Due degli Spitfire attribuitigli su Malta però non gli vengono accreditati con certezza - uno addirittura non risulta apparire nemmeno nel suo libretto di volo.

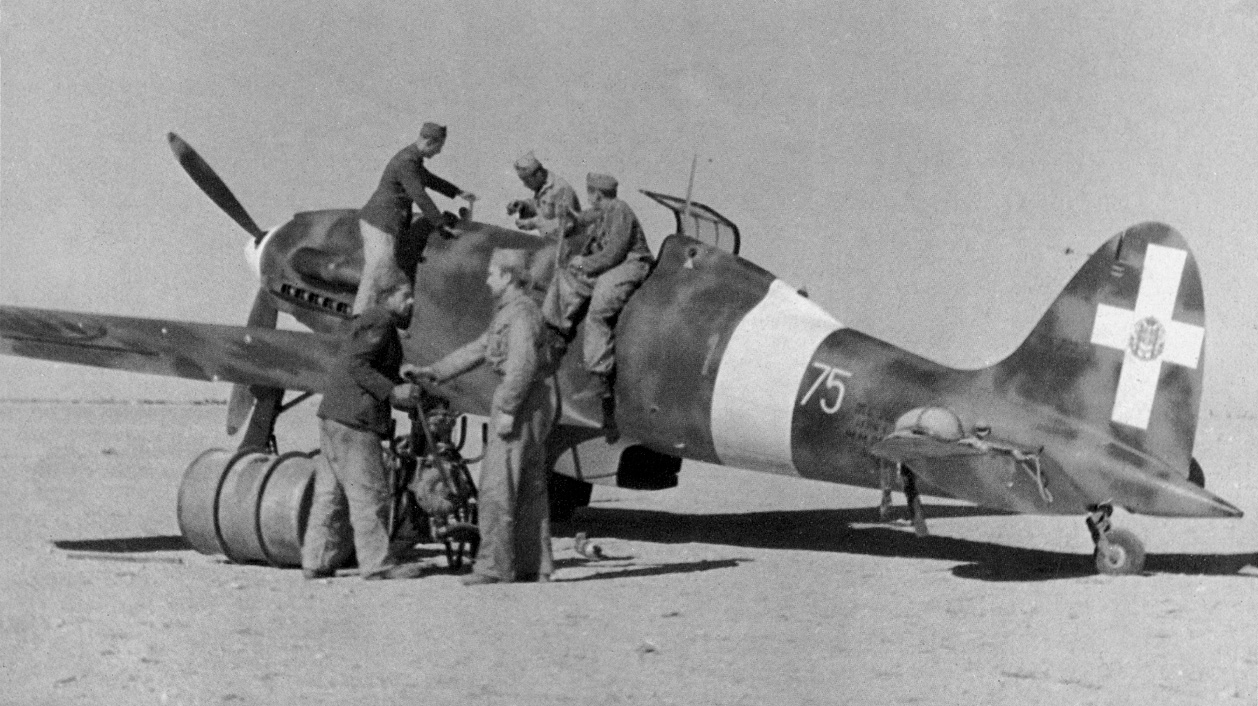
Rifornimento di un caccia Aermacchi C.202 su una pista in Africa settentrionale. Martinoli rivendicò numerose vittorie ai comandi di questo valido caccia.

Tra il 20 e il 22 maggio, i Macchi del "Cavallino Rampante" si trasferiscono in Nord Africa.
Il 25 maggio, il 9º e 10º Gruppo si schierano sull'aeroporto Martuba 4, uno dei campi attorno a Derna.
Nel mese di giugno, l'area operativa si spostò sul settore di Bir Hacheim. Qui, il 9 giugno 1942, abbatteva due P-40 e ne danneggiava un terzo, rientrando con il Macchi sforacchiato non gravemente. Il 29 dello stesso mese, nella zona di Marsa Matruh, attaccava con altri tre piloti della 73ª Squadriglia una formazione di 12 P-40, facendo precipitare un altro Curtiss (gli altri tre piloti abbattevano altri due caccia nemici). A questi abbattimenti si aggiungeva un'altra vittoria "probabile". 
All'attivo aveva ora quattordici abbattimenti certi, più tre probabili. È in questo periodo che riceve la sua seconda medaglia d'argento. Il teatro delle operazioni si spostò di nuovo sull'onda dei successi del Afrikakorps di Erwin Rommel, avvicinandosi sempre più ad El Alamein, dove l'asso italiano abbatte altri Spitfire e P-40, salendo a quota diciotto. 
In particolare, il 2 settembre, è parte di una formazione di 18 M.C.202 del 10º Gruppo, in "caccia libera" nella zona di Bir Mseilikh. I piloti del "Cavallino Rampante" attaccano prima una formazione di 12 Spitfire e successivamente tre formazioni di bombardieri Boston scortati da 35 tra Spitfire e P-40. Martinoli abbatte uno dei sei caccia Supermarine rivendicati dai piloti italiani e un Boston.
Martinoli corse un grosso rischio il 9 ottobre, allorché abbatté uno Spitfire e ottenne una vittoria collettiva su un secondo caccia britannico, ma il suo aereo uscì dal combattimento piuttosto danneggiato. Il 23 ottobre fece precipitare il suo ultimo nemico in Nordafrica, probabilmente un P-40 del 260º Squadron caduto a Tell el-Dab'a, erroneamente identificato da alcune fonti come un Bell P-39 Airacobra. Ormai la campagna dell'Asse in Africa settentrionale si era arenata alle porte di El Alamein e le sorti del conflitto stavano per rovesciarsi a favore degli Alleati.

### Nuovamente in Sicilia con il "Veltro"
Dopo la vittoria di Montgomery ad El Alamein, gli Alleati riconquistano terreno in Nordafrica e si preparano all'invasione della Sicilia (operazione Husky), primo passo per la conquista dell'Italia. Nel luglio del 1943, Martinoli fu impegnato nella dura lotta contro i bombardieri statunitensi che stavano bombardando l'isola nelle fasi precedenti allo sbarco, avvalendosi anche del nuovo Aermacchi C.205 "Veltro" una evoluzione con il motore tedesco DB.605 del precedente Aemacchi C. 202 "Folgore".
Il 4 luglio, mentre nei cieli della Sicilia si facevano sempre più vivi i bombardieri statunitensi che preparano il terreno per l'operazione Husky, Martinoli abbatté un P-39 Airacobra ed ottiene una vittoria collettiva su un bombardiere Boeing B-17 Flying Fortress. Conquistò così la sua ventesima vittoria individuale. Il 6 luglio danneggiò un Lockheed P-38 Lightning e uno Spitfire, ma verso sera, la base di Finocchiara venne attaccata da alcuni Martin B-26 Marauder, proprio mentre Martinoli era in procinto di atterrare: riuscì comunque ad uscire dall'aereo e a gettarsi nelle trincee, mentre i Macchi sulla pista vennero distrutti dall'incursione avversaria. Quattro giorni dopo, ovvero il 10 luglio, ebbe luogo lo sbarco alleato in Sicilia: solo la 74ª Squadriglia di Martinoli era stanziata a Finocchiara e poteva disporre di due soli Macchi ancora in grado di combattere.
La situazione per le truppe italiane ormai è disperata: il 15 agosto Martinoli abbatté uno Spitfire sullo stretto di Messina, portandosi a quota ventuno vittorie, ma l'8 settembre Badoglio annunciò la firma dell'armistizio.

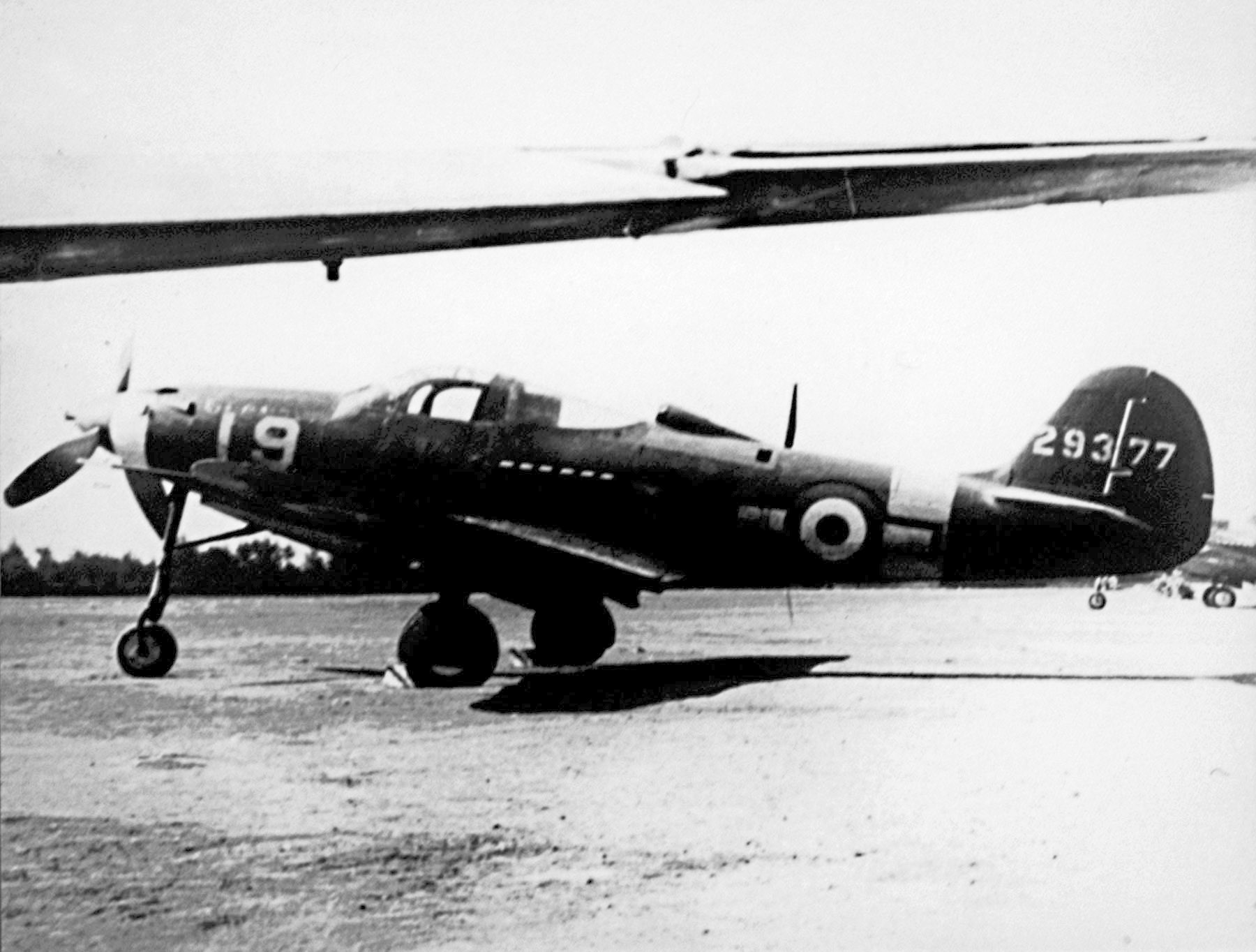
Un Bell P-39N Aircobra della Regia Aeronautica; Teresio Martinoli morì a causa di un incidente su questo aereo, uno dei più controversi velivoli impiegati dagli USA durante la guerra.

### L'armistizio e la tragedia
Dopo l'armistizio di Cassibile, Martinoli decise di proseguire la guerra al fianco degli Alleati con la Regia Aeronautica , sempre con il 4º Stormo CT , a novembre, in Jugoslavia, abbatté uno Junkers Ju 52/3m tedesco sopra Podgorica dopo una lotta con due Messerschmitt Bf 109 di scorta: è la sua ventiduesima ed ultima vittoria.
Il 25 agosto del 1944, all'età di 27 anni, il sergente maggiore pilota Teresio Vittorio Martinoli morì in un incidente durante un'esercitazione sui controversi Bell P-39 Airacobra, rifiutati dai piloti statunitensi e quindi forniti alla Regia Aeronautica. Verrà decorato con una medaglia d'oro alla memoria, che si aggiunge alle due medaglie d'argento al valor militare e alla Croce di Ferro di seconda classe tedesca.